# Neoplatyura tjibodensis
Neoplatyura tjibodensis är en tvåvingeart som först beskrevs av Edwards 1927.  Neoplatyura tjibodensis ingår i släktet Neoplatyura och familjen platthornsmyggor. Inga underarter finns listade i Catalogue of Life.